# Мргаван
Мргаван (арм. Մրգավան) — село в Араратской области Армении. Основано в 1831 году армянами-переселенцами, жившими ранее в окрестностях иранского города Хой.

## География
Село расположено в западной части марза, при автодороге , на расстоянии 0,5 километра к северо-западу от города Арташат, административного центра области. Абсолютная высота — 835 метров над уровнем моря.
Климат
Климат характеризуется как семиаридный (BSk в классификации климатов Кёппена). Среднегодовая температура воздуха составляет 12,7 °C. Средняя температура самого холодного месяца (января) составляет −2,6 °С, самого жаркого месяца (июля) — 26,4 °С. Расчётная многолетняя норма атмосферных осадков — 273 мм. Наибольшее количество осадков выпадает в мае (46 мм).

## Население
| Год переписи | Население          | Население          | Население          | Население            | Население            | Население            |
| Год переписи | Наличное население | Наличное население | Наличное население | Постоянное население | Постоянное население | Постоянное население |
| Год переписи | Всего              | Мужчины            | Женщины            | Всего                | Мужчины              | Женщины              |
| ------------ | ------------------ | ------------------ | ------------------ | -------------------- | -------------------- | -------------------- |
| 2001         | 1725               | 782                | 943                | 1872                 | 876                  | 996                  |
| 2011         | 1545               | 714                | 831                | 1606                 | 754                  | 852                  |